# ハウネック
ハウネックまたはハウンエック (ドイツ語: Hauneck)はドイツ連邦共和国ヘッセン州カッセル行政管区のヘルスフェルト＝ローテンブルク郡に属す町村（以下、本項では便宜上「町」と記述する）である。バート・ヘルスフェルト市がすぐ北側に隣接している。南のフルダ、西のアルスフェルトとはそれぞれ約 35 km 離れている。

## 地理
この町はハウネ川沿いに伸びている。この町の数 km 北側でハウネ川はフルダ川に合流する。

### 自治体の構成
この町は、ボーデス、アイトラ、フィッシュバッハ、オーバーハウン、ローテンゼー、ジークロス、ウンターハウンの各地区からなる。

### 隣接する市町村
ハウネックは、北から時計回りに、バート・ヘルスフェルト、シェンクレングスフェルト、アイターフェルト、ハウネタール、ニーダーアウラと境を接している。フルダ郡に属すアイターフェルトを除き、いずれもヘルスフェルト＝ローテンブルク郡に属す。

## 歴史
972年にクロイツ礼拝堂が初めて文献に記録されている。この礼拝堂はおそらく巡礼地となっていた。ここに発展した村落は、1217年のヘルスフェルト修道院長ルートヴィヒ1世から代官のベルトー・フォン・ブーヒェナウ宛の文書に初めてCruceberc という名称で記録されている。16世紀にこの村は廃村となり、同じ場所に17世紀末にウンターハウン集落が形成された。1736年に町は新しい村の教会を建設した。その結果、村の高台にあったクロイツ礼拝堂は、この世紀の間に衰退していった。
中世には、ブーヒェナウ騎士家が長年わたってアムト・シルトシュラークとヨハネスベルク裁判所をヘルスフェルト修道院長からレーエンとして与えられていた。ヘルスフェルトの行政範囲には、現在のこの町の地区が多く含まれていた。ヘルスフェルト修道院長はブーヒェナウ家を代官に任命してもいた。代官所と裁判所所在地は、聖ヨハネス司祭区とともにヨハネスベルクにあった。その後ヘッセン方伯統治下でこの行政範囲はハウネック城において統治することとなった。そこから1971年にこれに由来する町名がつけられた。

### 町村合併
1971年12月31日の町村合併で、オーバーハウン、ローテンゼー、ジークロス、ウンターハウンが合併して新たな町ハウネックが成立した。1972年8月1日にそれまで独立していたボーデスとフィッシュバッハ（ともにヒュンフェルト郡）およびアイトラがこの町に加わった。

### 人口推移
| 年   | 人口（人） |
| ---- | ---------- |
| 1830 | 1,249      |
| 1939 | 2,127      |
| 1961 | 2.836      |
| 1970 | 2,990      |
| 1987 | 3,593      |
| 2001 | 3,460      |
| 2015 | 3,166      |

## 行政

### 議会
ハウネックの町議会は、19議席で構成されている。

### 首長
ヘッセン州の市町村法によれば、首長は市町村議会の代表である。ハウネックには町長の他に5人の名誉職の副町長がいる。2004年5月1日から、ハラルト・プレスマンが町長を務めている。それ前任者は、直接選挙で選出され、1998年から2004年まで町長を務めたエルンスト・ヘービヒ (SPD) であった。

### 紋章
図柄: 銀地に（向かって左上から右下への）斜めの青い波帯。向かって右上側に4つ、左下側に3つの赤い星。
波帯は、この町を貫いて流れるハウネ川を表している。星は、7つの地区を象徴している。

## 文化と見所

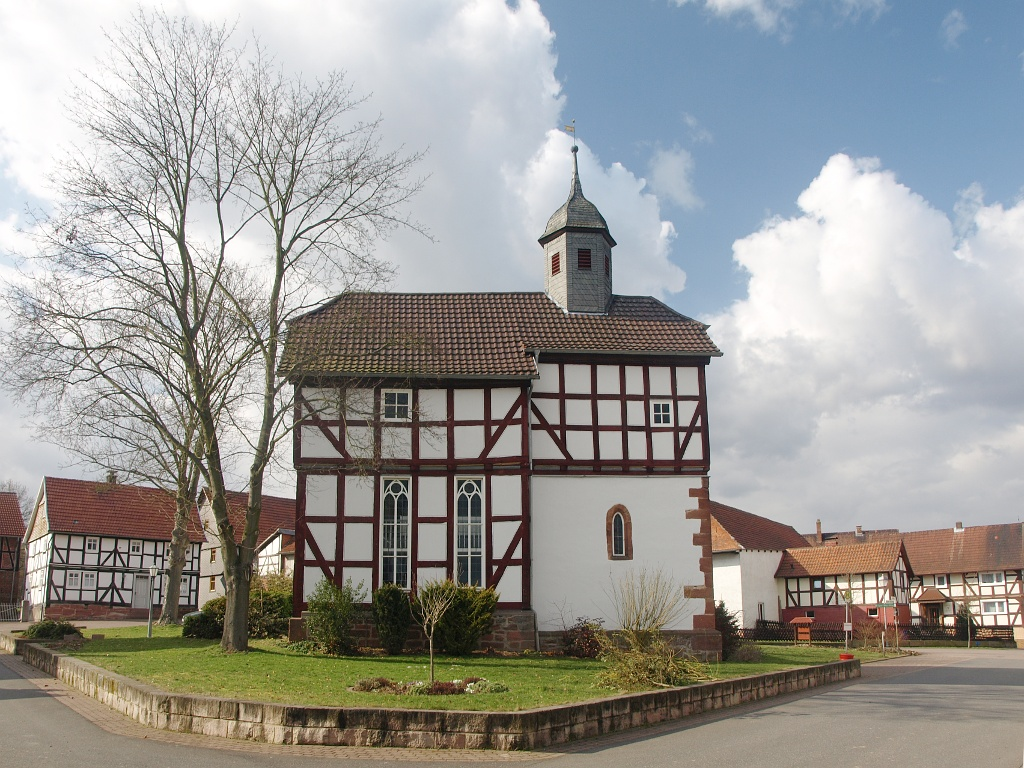
オーバーハウンの教会

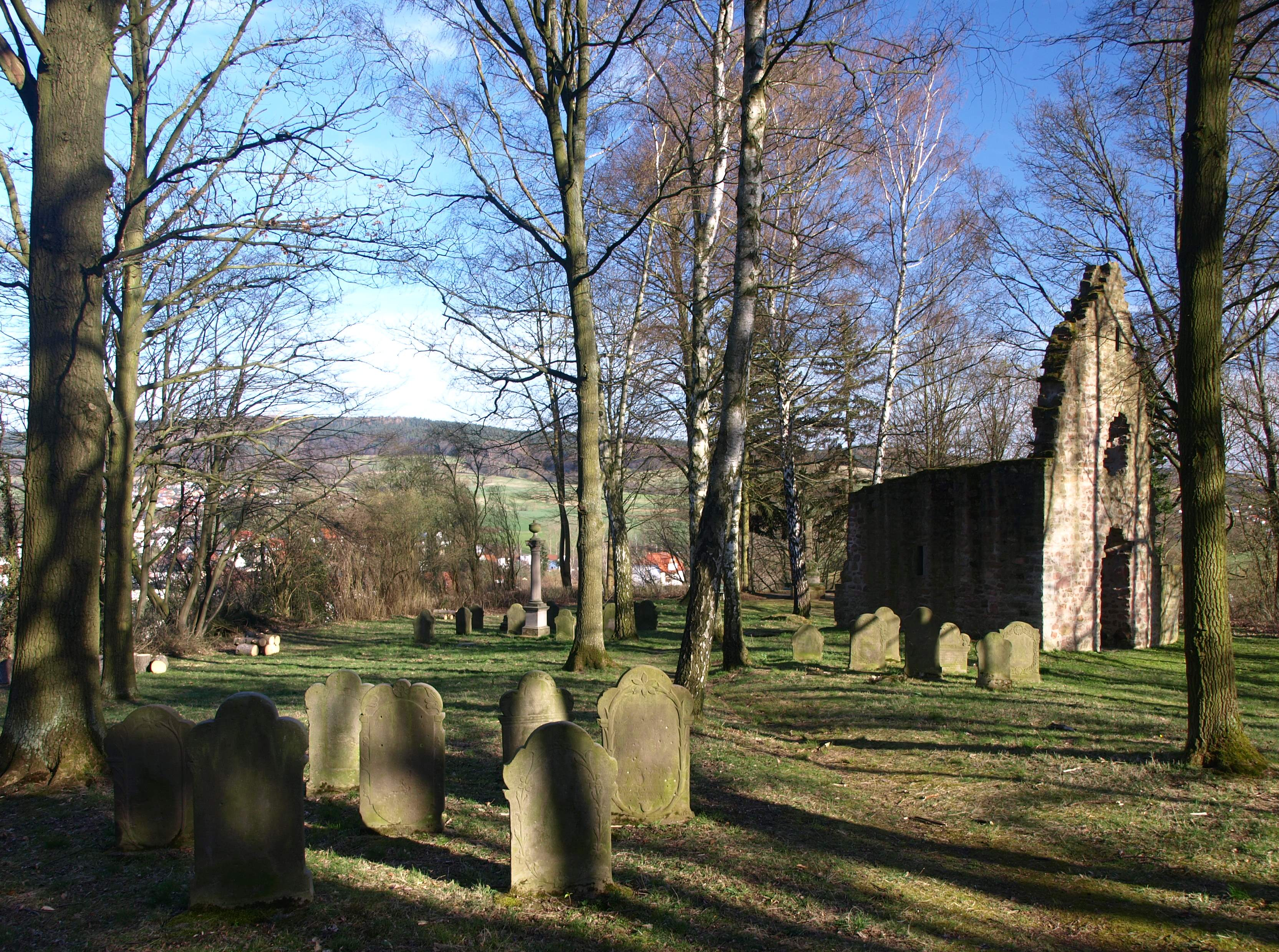
ウンターハウンの墓地と礼拝堂跡

### 建築
- 14世紀に建造されたオーバーハウンの教会
- Crucaberc （キルヒベルク）の礼拝堂跡（972年）が遺るウンターハウンの墓地

## 経済と社会資本

### 交通
ハウネックは、連邦アウトバーン A4号線のインターチェンジ Nr. 32（バート・ヘルスフェルト・インターチェンジ）近くに位置している。連邦道 B27号線がハウネ川沿いにこの町を通っている。鉄道ベーブラ - フルダ線がこの町を貫いている。
最寄りの空港は、国際空港のフランクフルト空港、地方空港のカッセル＝カルデン空港である。

### 教育
ハウネックには基礎課程学校があり、2001年からアストリート＝リントグレン＝シューレという名称を名乗っている。この学校はウンターハウン地区にある。